# Elisabetta Gardini

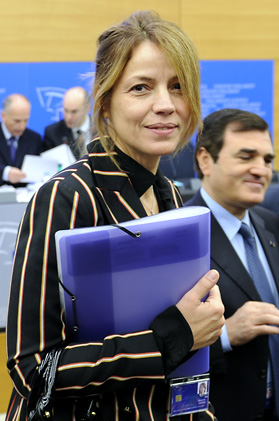
Elisabetta Gardini

Elisabetta Gardini (* 3. Juni 1956 in Padua) ist eine italienische Politikerin der Forza Italia.

## Leben
Gardini ist als Theater- und Filmschauspielerin in Italien tätig. Als Moderatorin arbeitete sie für den italienischen Rundfunk Rai. Des Weiteren war sie von 1981 bis 2004 als Theaterproduzentin tätig. Von 2006 bis 2008 war sie Abgeordnete in der Camera dei deputati, danach von 2008 bis 2019 war Abgeordnete im Europäischen Parlament.